# Jean-Baptiste Lechevalier
Jean-Baptiste Lechevalier (født 1. juli 1752 i Trelly, Manche, død 2. juli 1836 i Paris) var en fransk arkæolog. 
Lechevalier studerede teologi i Paris, men drog 1784 til Konstantinopel som sekretær hos gesandten Choiseul-Gouffier. Han berejste Italien og Lilleasien, navnlig landskabet Troas, hvor han foretog undersøgelser. I 1790 drog han til London, men gjorde derfra flere lange ture, navnlig til Sverige, Danmark og Rusland. I 1806 blev han ansat ved biblioteket Sainte-Géneviève og døde som dets bestyrer. Af hans skrifter er de vigtigste: Voyage dans la Troade (1800), der fremkaldte en levende opposition i England, og Voyage dans la Propontide et du Pont Euxin (2 bind, 1801). Under pseudonymet Konstantin Koliades skrev han endvidere Ulisse-Homer or a discovery of the true author of the Iliad and Odyssea (1829), hvori han søgte at vise, at Odysseus var de homeriske digtes virkelige forfatter.